# Papilio esperanza
Papilio esperanza là một loài bướm thuộc họ Papilionidae. Nó là loài đặc hữu của México.